# حیدرعلی امامی
حیدر علی امامی از سیاستمداران ایرانی بود، که در دوره‌های  دوازدهم و  سیزدهم بعنوان نماینده نجف‌آباد و در دوره  چهاردهم به عنوان نماینده اصفهان در مجلس شورای ملی حضور داشت.